# Ludovico Dondi

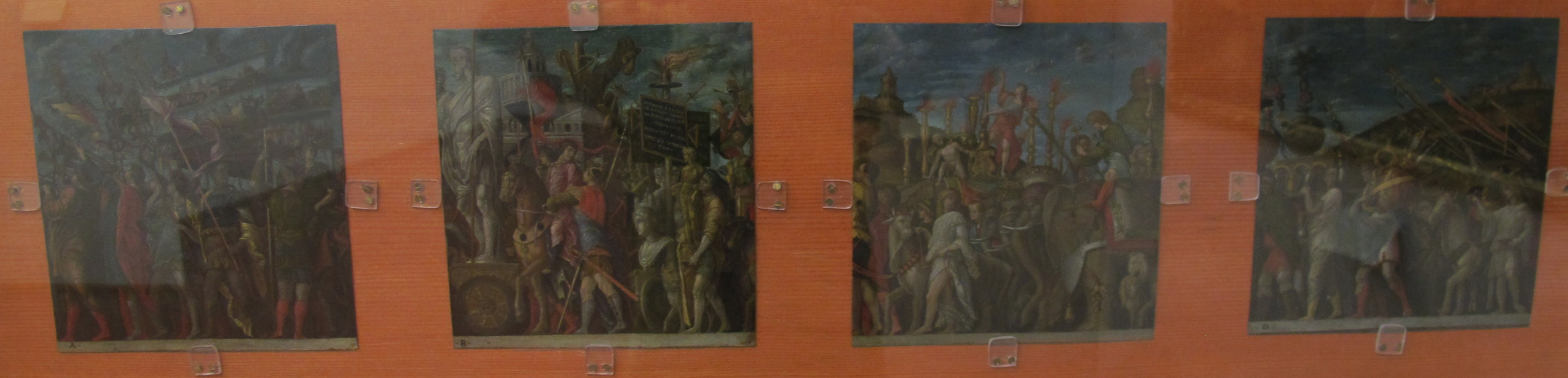
Copie dei Trionfi di Cesare di Mantegna, Pinacoteca di Siena

Ludovico Dondi (XVI secolo – XVII secolo) è stato un pittore italiano.

## Biografia
Ludovico Dondi (attivo dal 1585 al 1614) è stato un pittore attivo a Mantova. Fu chiamato il Mantovano nel 1840 da Romanelli. Garollo lo chiama Luigi Dondi. È conosciuto per le copie che ha prodotto dei Trionfi di Cesare di Andrea Mantegna.